# Радовичівська сільська рада
Радовичівська сільська рада — адміністративно-територіальна одиниця у Іваничівському районі Волинської області з адміністративним центром у селі Радовичі.

## Населені пункти
Сільській раді підпорядковані населені пункти:
- с. Радовичі
- с. Щенятин

## Населення
Згідно з переписом УРСР 1989 року чисельність наявного населення сільської ради становила 726 осіб, з яких 348 чоловіків та 378 жінок.
За переписом населення України 2001 року в сільській раді мешкало 709 осіб.

### Мова
Розподіл населення за рідною мовою за даними перепису 2001 року:
| Мова       | Відсоток |
| ---------- | -------- |
| українська | 99,58 %  |
| російська  | 0,42 %   |

## Склад ради
Сільська рада складається з 12 депутатів та голови. Більшість депутатів — 11 (91.7 %) — самовисуванці та одна депутат (8.3 %) від Соціалістичної партії України. 

## Керівний склад сільської ради
| ПІБ                         | Основні відомості                                                 | Дата обрання | Дата звільнення |
| --------------------------- | ----------------------------------------------------------------- | ------------ | --------------- |
| Довгун Павло Дмитрович      | Сільський голова, 1962 року народження, освіта, безпартійний      | 26.03.2006   | 31.10.2010      |
| Матіяш Микола Володимирович | Сільський голова, 1964 року народження, освіта вища, безпартійний | 31.10.2010   |                 |

Примітка: таблиця складена за даними джерела

## Населення
Населення сільської ради згідно з переписом населення 2001 року становить 711 осіб, площа — 12.77 км², щільність — 55.7 осіб/км². 
| Населенні пункти  | 2001 рік | 1989 рік |
| ----------------- | -------- | -------- |
| Радовичі          | 451      | 470      |
| Щенятин           | 260      | 440      |
| Сукупне населення | 711      | 910      |